# تشينانديغا
تشينانديغا (بالإنجليزية: Chinandega)‏ هي مدينة، تتبع إدارة تشينانديجا، بلغ عدد سكانها 151707 نسمة، في 2006، تبلغ مساحتها 686610000 متر مربع، رمزها البريدي هو 25000.

## مدن توأم
المدن التوأم:
- ليفركوزن
- آيندهوفن.

## أعلام
- صموئيل ويلسون
- ثيلما رودريغيز
- كارلوس ألونسو
- آنا نافارو